# غول الرشيدى (حبيل جبر)

تعديل مصدري - تعديل

غول الرشيدى هي إحدى قرى عزلة حبيل جبر بمديرية حبيل جبر التابعة لمحافظة لحج، بلغ تعداد سكانها 294 نسمة حسب تعداد اليمن لعام 2004.